# Julia (Marius' hustru)
Julia (ca. 130 f.Kr. – 69 f.Kr.) var romerske general og konsul Gaius Marius' hustru og den senere romerske diktator Julius Cæsars faster.

## Biografi
Julia var datter af Gaius Julius Cæsar og Marcia (datter af praetor Quintus Marcius Rex). Hun var en søster til Gaius Julius Cæsar (far til Julius Cæsar) og Sextus Julius Cæsar, konsul i 91 f.Kr.
Omkring 110 f.Kr. blev hun gift med Gaius Marius. De fik en søn, Gaius Marius den Yngre. Plutarch nævner også, at Marius havde to stedsønner, Quintus Granius og Gnaeus Granius. Det er muligt, at disse mænd var Julias børn født i et tidligere ægteskab eller Marius' stedsønner fra et ægteskab med en anden kvinde før Julia. Hvis Quintus og Gnaeus virkelig var Julias sønner, så var hendes tidligere mand sandsynligvis medlem af en handelsfamilie fra Campania, da Julia var en patricier og kun ville have giftet sig med en fra Grania-slægten, hvis de var meget rige.
Ifølge Plutarch var det gennem ægteskabet med hende, en patricierkvinde, at opkomlingen Marius fik opmærksomhed fra det snobbede romerske senat og satte hans politiske karriere i gang. Julia er husket som en dydig kvinde, sin mand og deres eneste barn hengiven. Alene hendes omdømme tillod hende at beholde hendes status, selv efter Sullas forfølgelser mod Marius selv og hans allierede.
Julia døde i 69 f.Kr. og modtog en hengiven begravelsestale fra sin nevø Julius Cæsar.
- Julia gens
- Julisk-claudiske stamtræ